# Брињемон
Брињемон (фр. Brignemont) насеље је и општина у јужној Француској у региону Миди Пирене, у департману Горња Гарона која припада префектури Тулуз.
По подацима из 2011. године у општини је живело 390 становника, а густина насељености је износила 17,76 становника/km². Општина се простире на површини од 21,96 km². Налази се на средњој надморској висини од 250 метара (максималној 286 m, а минималној 136 m).

## Демографија
| 1962. | 1968. | 1975. | 1982. | 1990. | 1999. | 2011. |
| ----- | ----- | ----- | ----- | ----- | ----- | ----- |
| 258   | 324   | 330   | 338   | 314   | 317   | 390   |

График промене броја становника у току последњих година